# Jacob Odé

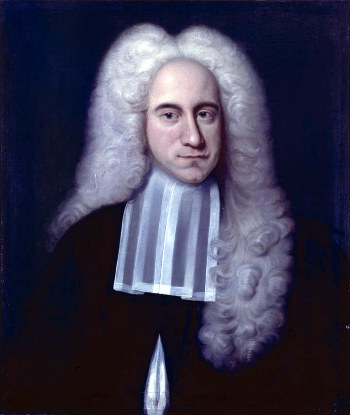
Jacobus Odé

Jacobus Odé (también Jacob Ode; nacido el 11 de diciembre de 1698 en Zutphen; muerto el 28 de noviembre de 1751  en Utrecht) fue un filósofo, teólogo protestante, matemático, astrónomo, geógrafo y físico holandés.

## Vida
Odé se matriculó en la Universidad de Harderwijk el 12 de septiembre de 1716  para estudiar ciencias filosóficas y literatura. En 1721 se trasladó a la Universidad de Utrecht, donde obtuvo la licenciatura en filosofía con el tratado De atmosphaera bajo la dirección de Josephus Serrurier. El 27 de diciembre de 1723 se convirtió en profesor asociado de filosofía en la Universidad de Utrecht y fue nombrado para la cátedra titular de filosofía el 17 de enero de 1724.
Sus estudios posteriores se centraron en la teología. También recibió su doctorado en teología en Utrecht con Hieronymus Simons van Alphen con el tratado teológico escolástico anti-spinozista De decreto Dei, el 15 de noviembre de 1727, fue nombrado profesor extraordinario de teología el 15 de diciembre de 1727 y recibió su título el 16 de diciembre del mismo año. En febrero de 1736 obtuvo una cátedra titular en teología. En aquella época impartía principalmente conferencias sobre historia de la Iglesia y participaba en los debates dogmáticos de su época. Lo más destacable es su debate literario con el profesor de la Universidad de Groningen Antonius Driessen (1684-1748). 
Sin embargo después sus intereses científicos pasaron a primer plano, de modo que el 9 de diciembre de 1743 se le concedió la cátedra titular de astronomía, matemáticas y física experimental. También participó en las tareas organizativas de la Universidad de Utrecht y fue rector en 1730/31 y 1743/44. La obra de Odé Commentarius de angelis, publicada en Utrecht en 1739, fue incluida en el índice por decreto de la Congregación Católica Romana para la Doctrina de la Fe del 8 de julio de 1765. 
De su matrimonio el 25 de julio de 1748 con Jacoba Adolphine (* 22 de abril de 1686 - † 12 de octubre de 1750), hija del Mayor del Regimiento de Granaderos Adolph Frisvogel y de Sophia van der Hoeff, no tuvo hijos.

## Obras
- Disp. de principio actionum, quae in brutis observantur. Utrecht 1724
- Principia philosophiae naturalis, in usum academicum privatarum. Utrecht 1. Vol. 1726, 2. Vol. 1727
- Theologia naturalis metaphysicis innixa principiis, método matemático consignata. Utrecht 1728
- Diss. de sole Christi. Utrecht 1727
- Epistola ad A. Driessenium, in qua vera celeb. Lampii sententia de naturali et aeterna filii Dei a patre gencratione exponitur. Utrecht 1733
- Disentimiento. teólogo. receptor de serpiente. Utrecht 1734
- Comentario de Angelis. Utrecht 1739
- Diss. de anno jubilaeo Hebraeorum. Utrecht 1736, 1745
- Principia geographiae novae en Usum academicum privatarum. Utrecht 1743